# Ромалеозавр
Ромалеозавр (лат. Rhomaleosaurus, др.-греч. ῥωμαλέος «мощный» и σαῦρος «ящерица») — род примитивных плезиозавров раннеюрской эпохи. Относится к семейству Rhomaleosauridae.
От более поздних плиозавров отличается относительно длинной шеей (примерно 1,5 длины черепа). Шея не была гибкой. Череп низкий, треугольный, с короткой мордой, с расширенными на конце челюстями (с «розеткой» зубов). Вероятно, ящер отрывал от жертвы куски, вращаясь вокруг продольной оси всем телом (как крокодил). Ласты мощные, длинные.
На примере ромалеозавра было впервые доказано (1991 год), что наружные ноздри плезиозавров не служили для дыхания. Вода при плавании с открытой пастью попадала в выдвинутые кпереди внутренние ноздри, затем, пройдя через носовые ходы, выбрасывалась через мелкие наружные ноздри. Таким образом, ящер «нюхал» воду. Дышал он через открытую пасть при всплытии, вторичного нёба у него не было.
По образу жизни ящер напоминал косаток — он охотился на крупную рыбу и других водных позвоночных, включая морских ящеров.
Описан Г. Сили в 1874 году.

## Виды ромалеозавров
- Rhomaleosaurus cramptonitypus — из ранней юры (тоарция) Йоркшира, длина до 7 метров.

- Rhomaleosaurus zetlandicus — из ранней юры (тоарция) Йоркшира, длина до 7 метров.

- Rhomaleosaurus thorntoni — описан по нижней челюсти из ранней юры Англии, может и не принадлежать к данному роду.

К семейству Rhomaleosauridae принадлежат также мелкие пресноводные бишаноплиозавр (Bishanopliosaurus) и южуплиозавр (Yuzhoupliosaurus) соответственно из ранней и средней юры Китая. Вероятно, сюда относится и лептоклейд (Leptocleidus) — мелкий плиозавр раннемеловой эпохи, и ряд сходных с ним мелких плиозавров из раннего мела Австралии (например, Umoonasaurus). Короткомордый крупный позднеюрский плиозавр симолест (Simolestes) из Европы и Индии также может оказаться ромалеозавридом, но его чаще считают плиозавридом, в результате конвергенции ставшим похожим на ромалеозавра.